# Vexin bossu
Pour les articles homonymes, voir Vexin (homonymie).
Le Vexin bossu est une région naturelle du département de l'Eure en région Normandie.

## Présentation

### Localisation
Situé dans le Nord-Est du département de l'Eure, le Vexin bossu constitue un paysage de transition entre le plateau du Vexin normand et la vallée de l'Epte.